# 1742 en littérature
| Années de la littérature : 1739 - 1740 - 1741 - 1742 - 1743 - 1744 - 1745    |
| Décennies de la littérature : 1710 - 1720 - 1730 - 1740 - 1750 - 1760 - 1770 |

Cet article présente les faits marquants de l'année 1742 en littérature.

## Événements
- 19 janvier (8 janvier du calendrier julien) : premier numéro de la Gazette de Stockholm, lancée par Peter Momma, hebdomadaire publié en français et considéré comme la première publication d'information moderne en Suède (fin le 7 mars 1758). Son épouse Margareta Momma collabore à la rédaction du journal[1].

- 7 avril :  Crébillon fils est exilé par lettre de cachet à « trente lieux de la capitale » après la publication du Sopha, dans lequel un personnage ridicule pouvait être pris pour Louis XV. Il passe en Angleterre. Pour se justifier, il explique que le Sopha aurait été commandé par Frédéric II de Prusse et n'aurait été publié qu'à la suite d'une indiscrétion et contre sa volonté. L’ordre d’exil est levé le 22 juillet[2].

- Août : Rousseau se rend à Paris où il gagne sa vie comme maître de musique, copiste et secrétaire particulier[3]. Il se lie avec Diderot[4].
- 24 décembre : Marivaux obtient son siège à l'Académie française grâce à l'appui de Mme de Tencin. Il est reçu le 4 février 1743 par Languet de Gergy[5].

- Montesquieu écrit pour Mlle de Charolais L’Histoire véritable d’Arsace et Isménie, histoire orientale, roman publié après sa mort en 1783[6].
- Fondation de la Gazette impériale de Hambourg[7].

## Parutions
- Fontenelle, Œuvres, vol. 3, Paris, Bernard Brunet, 1742 (présentation en ligne), contenant les Réflexions sur la poétique.
- Abbé Prévost, Histoire de Guillaume le Conquérant, duc de Normandie et roi d'Angleterre, vol. 1, Paris, Prault fils, 1742 (présentation en ligne).

- Pierre-Simon Fournier, Modèles des caractères de l'imprimerie : et des autres choses nécessaires audit art, nouvellement gravés, Paris, Fournier, 1742 (présentation en ligne).

### Fictions
- 22 février : Henry Fielding, The History of the Adventures of Joseph Andrews and his Friend Mr Abraham Adams, London, A. Millar, 1742 (présentation en ligne) (« Les Aventures de Joseph Andrews et du pasteur Abraham Adams »)[8].

- William Collins, Persian Eclogues, London, J. Roberts, 1742 (présentation en ligne) (« Églogues persanes »), recueil de vers.
- Edward Young, The Complaint : or Night Thoughts (en) on Life, Death, and Immortality, London, R. Dodsley, 1742 (présentation en ligne) « Les Nuits », première partie de neufs poèmes publiés de 1742 à 1745.
- Nicolás Antonio, Censura de Historias fabulosas, Valencia, Don Gregorio Mayans i Siscar, 1742 (présentation en ligne), publication à titre posthume.

## Décès
- 13 avril : Olivier de Reylof, poète et dramaturge belge de langue latine, né vers 1670